# Océan (groupe)
Pour les articles homonymes, voir Océan (homonymie).
Océan est un groupe de hard rock français, originaire de Paris,. Il est formé en 1974 à l'initiative de Georges Bodossian, et devient l'un des fers de lance de la scène hard rock au début des années 1980. Il reste un des rares groupes de l'époque signé par une major. Le groupe se sépare en 1983 et se reforme occasionnellement en 1986, puis en 2001. 
Océan annonce son retour officiel en 2010, et publie un nouvel album, C'est la fin..., en 2016, leur premier depuis plus de 25 ans.

## Biographie

### Débuts (1974–1983)
Océan est formé en 1974 à Paris. À cette période, Georges Bodossian décide de créer un groupe de ce qui serait maintenant assimilé à du rock progressif. Il choisit le nom d'Océan en référence au morceau de Yes Tales from Topographic Oceans. En 1975, la rencontre de Bodossian avec Robert Belmonte (chanteur), Bernard Leroy (batteur) et Noël Alberola (basse) permet à Océan de bénéficier de la formation stable qu'il lui fallait. Ce changement de musiciens s’accompagne d’un durcissement du style, évoluant vers un rock plus dur.
En 1976, après plusieurs mois de travail en studio, Océan dispose de suffisamment de morceaux pour un premier album. Ce premier album, intitulé God's Clown, ouvre au groupe de nouvelles opportunités de concert ainsi que les portes de tous les lieux branchés de l’époque. Bernard Leroy quitte le groupe en 1978, et est remplacé par Jean Pierre Guichard, ancien batteur d’Ange. En 1979, le groupe signe un contrat avec les Disques Barclay. Ils enregistrent un deuxième album aux studios Aquarium, à Paris, produit par Andy Scott.
En 1980, leur album éponyme, Océan, sort enfin ; le public découvre une nouvelle facette du groupe qui opte désormais pour des textes chantés en français. L’album terminé, Jean-Pierre Guichard quitte Océan et retourne jouer avec le groupe Ange. La place de batteur est reprise par Alain Gouillard (ex-Édition spéciale), qui les accompagne donc lors du Highway to Hell Tour d’AC/DC dont Océan fait les premières parties. Cette tournée permet la sortie la même année de A Live +B, un LP pourvu d’une face studio et d’une face live captée par le studio Mobile One des Rolling Stones lors de la tournée. En 1981, Océan part à Londres enregistrer son troisième album, cette année sera aussi l’occasion pour le groupe de faire la première partie d’un autre groupe prestigieux Iron Maiden sur les dates françaises du Killer World Tour.
En 1982, PolyGram, qui a pris le contrôle de Barclay, refuse de reconduire le contrat d'Océan à la suite du départ de Georges Bodossian et Alain Gouillard, en désaccord avec le management du groupe. En 1983, Océan continue avec Farid Medjane (futur Trust) à la batterie et Benny Sloyan à la guitare. Cette formation ne fera que quelques concerts et un 45 tours Spécial Polar sur le label Reflex Records. Le groupe s’éteint alors.

### Réunions (1986, 2001)
En 1986, Robert Belmonte et Georges Bodossian se retrouvent et reforment Océan le temps d’un EP 45 tours Juste au bout du désert.
En 2001, une courte reformation d'Océan permet l’enregistrement d’une reprise du morceau Ton dernier acte de Trust, un hommage à Bon Scott qu'ils avaient connu à l’occasion des premières parties de la tournée Highway to Hell Tour, pour l'album Tribute to Trust.
De nouveau réunis, Georges Bodossian et Robert Belmonte souhaitent remonter le groupe plus durablement, des nouveaux titres sont en préparation en vue d’un éventuel retour sur scène d'Océan et d’un nouvel album. En 2004, le décès de Robert met définitivement un terme à ce projet. En 2009, Georges Bodossian annonce le retour d'Océan avec une nouvelle formation composée de Stef Reb au chant, Marcel Chiaruttini à la basse et Alain Gouillard à la batterie.

### Retour (depuis 2010)
En 2010 sort, à la suite d'un important travail de mémoire, le coffret Story, Live and More d'Océan, qui reprend les quatre albums du groupe enrichis de versions inédites. Le 30 septembre 2010, Océan officialise son retour sur la scène rock et hard rock nationale par une première date parisienne au Bus Palladium, d'autres concerts suivent, parmi lesquels en 2012 Le Festival de Montereau Confluences, le Mennecy Metal Festival et Le Divan du Monde en janvier 2013 dans le cadre de l'ultime édition du Paris Metal France Festival,. En 2014, Noël Alberola, bassiste historique d'Océan, rejoint le groupe. 
En 2016, le groupe publie un nouvel album, C’est la fin... au label Axe Killer, leur premier depuis 1981. Il concrétise un nouveau chapitre de son histoire, mêlant purisme et actualité, fidèle à l'esprit « live ».

## Membres

### Membres actuels
- Georges Bodossian - guitare
- Alain Gouillard - batterie
- Stef Reb - chant
- Noël Alberola - basse

### Anciens membres
- Robert Belmonte - chant
- Marcel Chiaruttini - basse
- Jean-Pierre Guichard - batterie
- Bernard Leroy - batterie
- Farid Medjane - batterie
- Benny Sloyan - guitare

## Discographie

### Albums studio
- 1977 : God's Clown (réédité en 1998)
- 1980 : Océan (LP ''Je suis mort de rire, Menteur, Les yeux fermés…'')
- 1981 : Océan (LP Aristo, Rock’n’roll, À force de gueuler…)
- 2016 : C'est la fin...

### EP
- 1980 : On se rock de moi / Qu'est-ce que tu dis ? (45 tours)
- 1981 : Louise/Berceuse (45 tours)
- 1981 : Qu’on me laisse le temps / Attention contrôle  (45 tours)
- 1983 : Spécial polar/Super machine (45 tours)
- 1986 : Juste au bout du désert/Flash de nuit (45 tours)

### Compilations
- 1982 : 16 grands succès
- 1998 : Révolution hard rock 1
- 1998 : Révolution hard rock 2

### Autres
- 1980 : A Live + B (album live)
- 2001 : Tribute to Trust (album tribute)
- 2010 : Story, Live and More - The Definitive Collection (coffret)
- 2011 : Ocean Best of (best of)